# Her Second Husband
Her Second Husband er en amerikansk stumfilm fra 1917 af Dell Henderson.

## Medvirkende
- Edna Goodrich som Helen Kirby
- William B. Davidson som John Kirby
- Richard Neill som Richard Stone
- Miriam Folger som Celeste Valdane